# Kuiči Učida

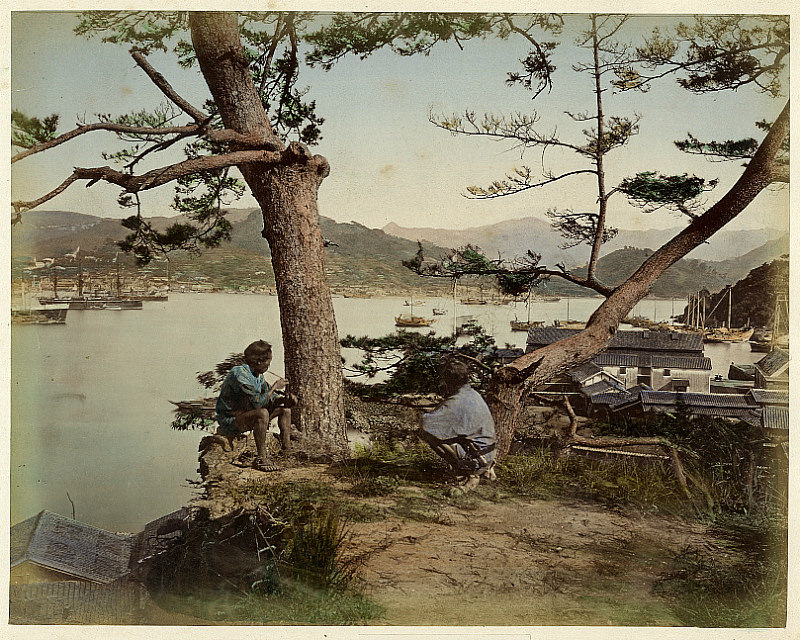
Pohled na Nagasaki, Japonsko, 1872

Kuiči Učida (japonsky 内田 九一, Učida Kuiči, 1844 Nagasaki – 17. února 1875) byl průkopník japonské fotografie a velmi respektovaný portrétní fotograf a jediný, komu bylo uděleno povolení fotografovat císaře Meijdžiho.

## Životopis
Učidu adoptoval v jeho 13. letech, po smrti jeho otce, lékař Matsumoto Jun (dříve Matsumoto Ryōjun 1832–1907), který tehdy studoval fotografii u J.L.C. Pompeho van Meerdervoorta (1829–1908).
Učida studoval fotografii u Hikomy Uena ve svém rodném městě Nagasaki. Když mu bylo 16 let, koupil své první fotografické vybavení a do roku 1863, když mu bylo 19, importoval a prodával fotografické vybavení. První fotografické studio otevřel v roce 1865 u Mority Raizō v Osace, prvního ateliéru v tomto městě.
V roce 1866 Uchida přestěhoval své studio do Bashamichi v Jokohamě, poté v roce 1869 studio stěhoval znovu, tentokrát do čtvrti Asakusa v Tokiu. Brzy se stal známým jako nejlepší portrétní fotograf v Tokiu.
Po dosažení této reputace za vynikající výsledky byl Kuiči Učida jediným fotografem, kterému bylo uděleno svolení portrétovat císaře Meidžiho, který byl považován za žijící božstvo a jen zřídka se objevoval na veřejnosti. Portrétování proběhlo v roce 1872 na objednávku císařského ministerstva, a fotografoval císaře a císařovnu Haruko ve dvorních a každodenních šatech. V roce 1873 Učida císaře fotografoval znovu, tentokrát v šatech vojenských a tato fotografie se stala oficiálním císařovým portrétem. Kopie oficiálního portrétu byly distribuovány zahraničním hlavám států a na japonské regionální vládní úřady a školy, ale jejich soukromý prodej byl zakázán. Nicméně, bylo vyrobeno mnoho kopií této fotografie a rozesláno na trh. Císař byl poté fotografován znovu až roku 1888 nebo 1889.
V roce 1872 byla Učida pověřen, aby doprovázel císaře na cestě po středním Japonsku a Kjúšú a fotografovala lidi a místa během cesty. Neměl však dovoleno fotografovat císaře.
Učida byl velmi úspěšný komerčně a jeho život byl dokonce předmětem hry japonského divadla kabuki napsané a hrané v roce 1870.
Zemřel v roce 1875 na tuberkulózu. Bylo mu asi 31 let.

## Galerie

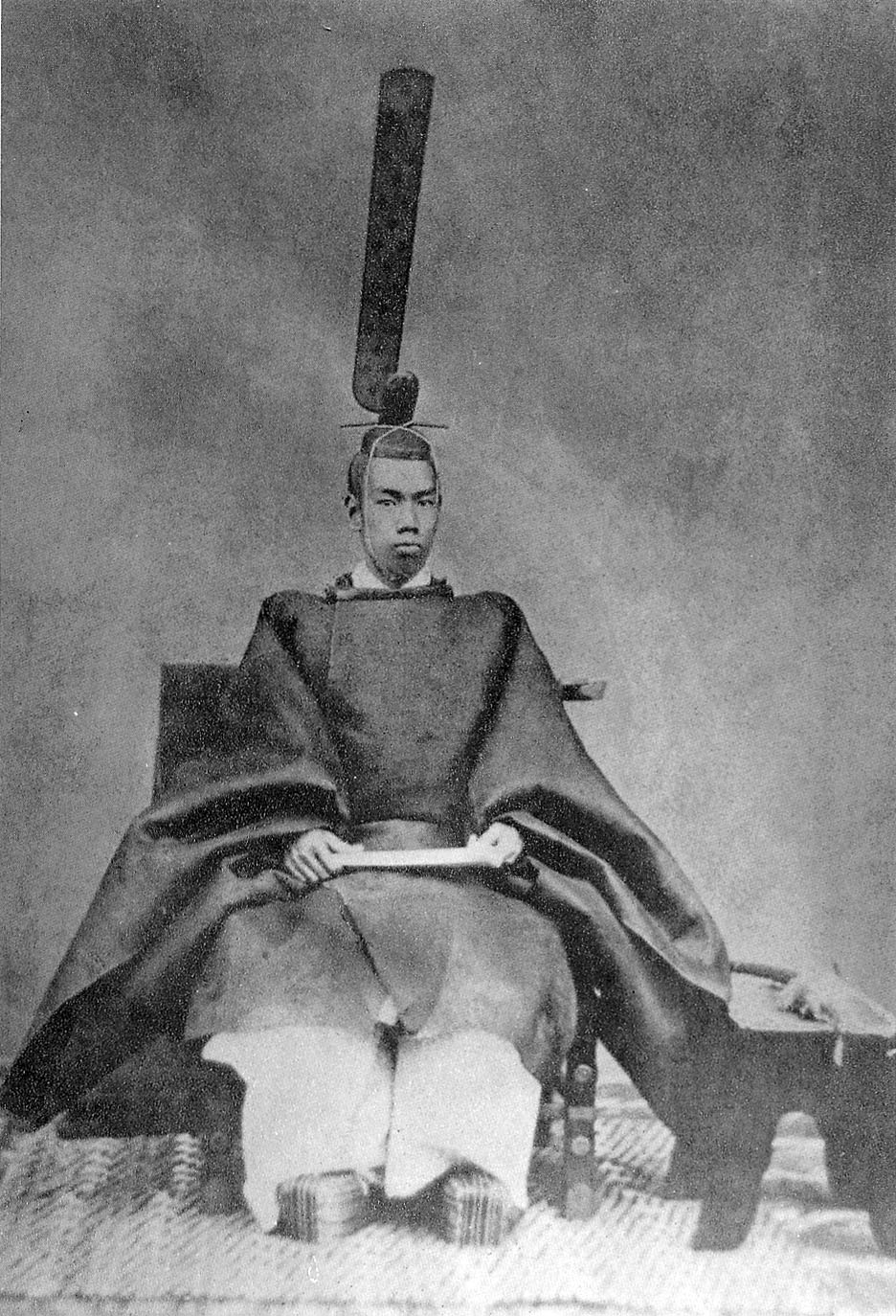
Císař Meidži, 1872
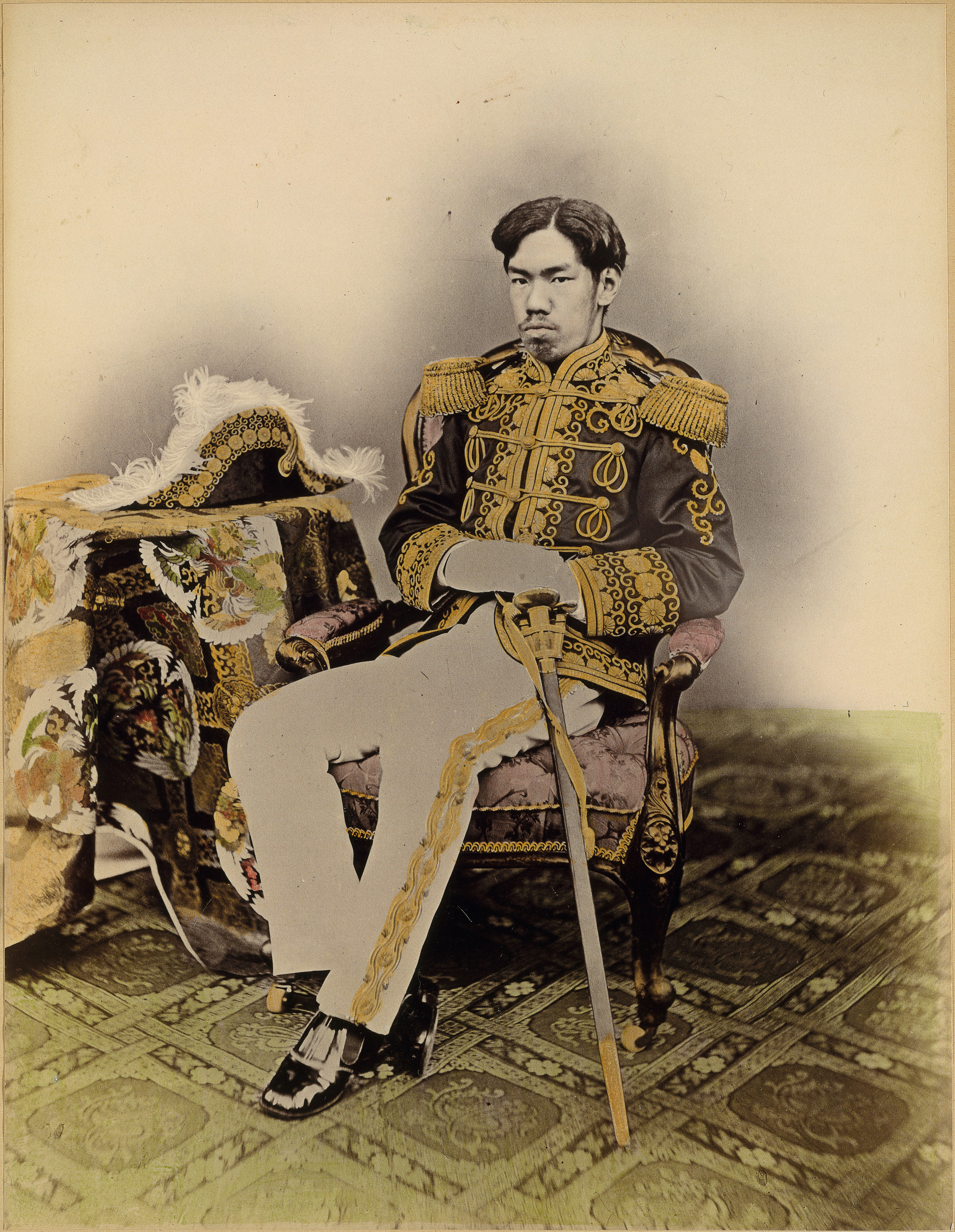
Císař Meidži, 1873, albuminový stříbrný tisk, čb varianta
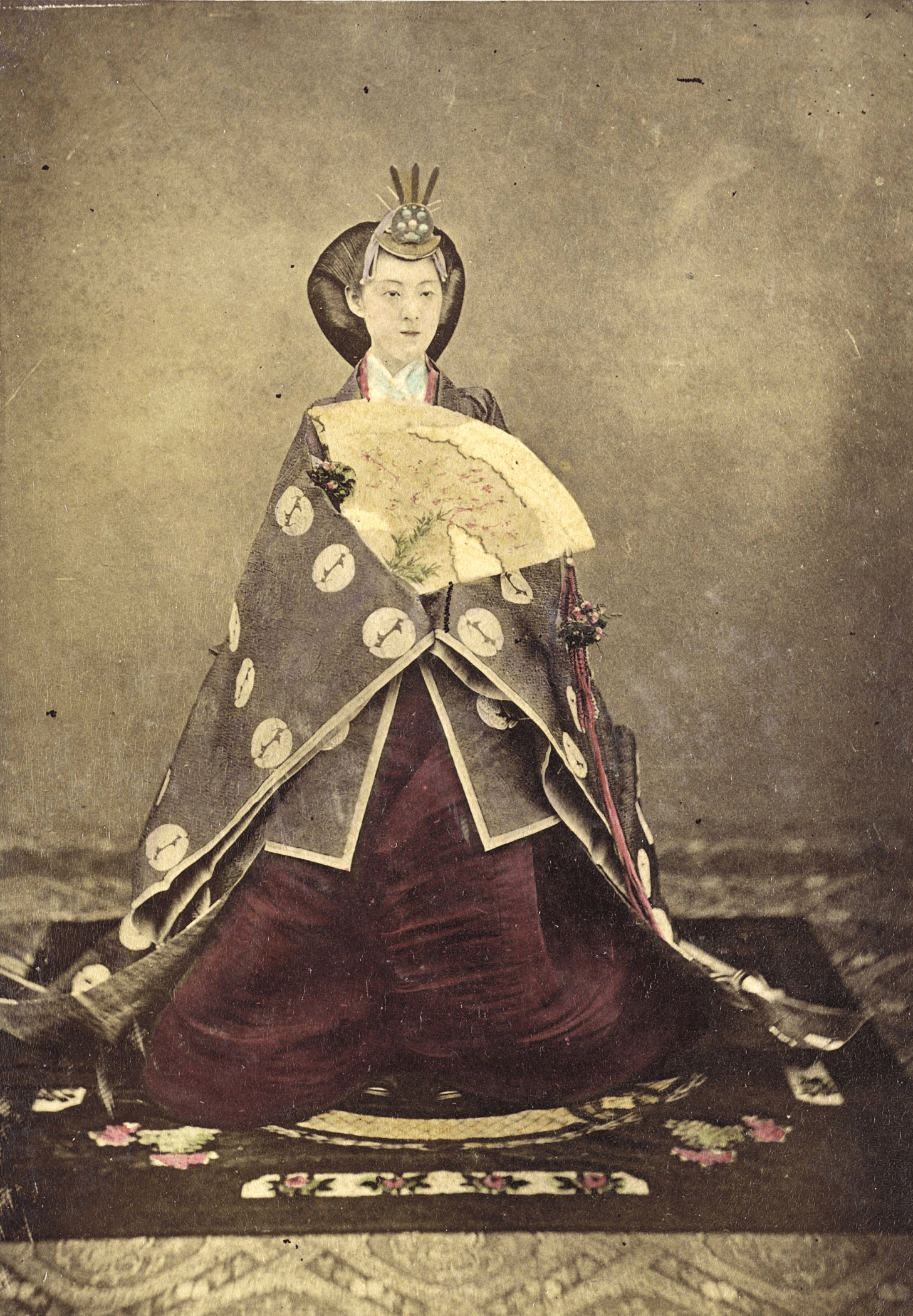
Učida Kuiči: Portrét císařovny Haruko (posmrtně známé jako císařovna Šóken, choť japonského císaře Meidžiho), stříbrnoalbumenový tisk, 1872
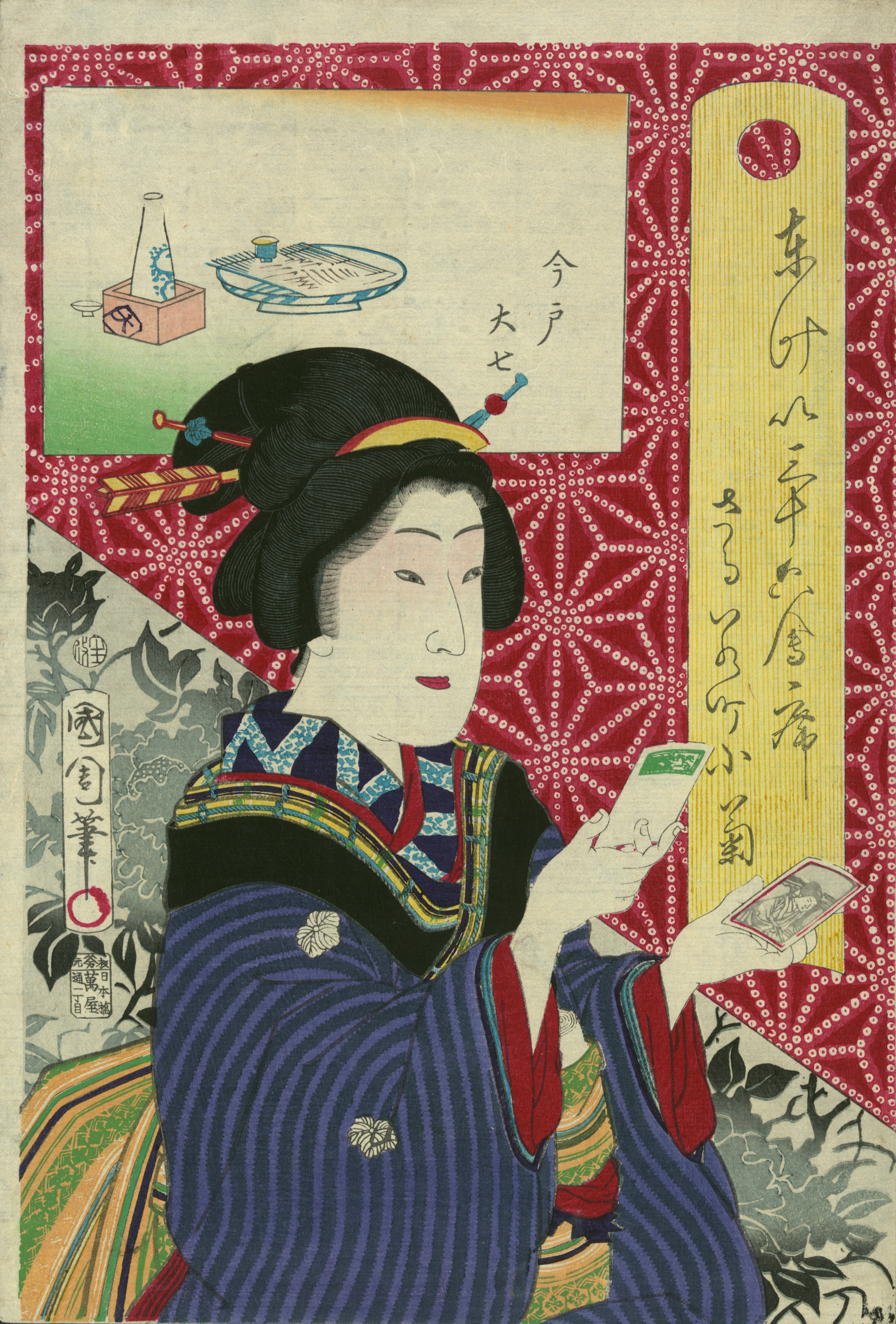
Dobový ukiyo-e zobrazuje krásnou žebny, jak si prohlíží Učidovu carte de visite
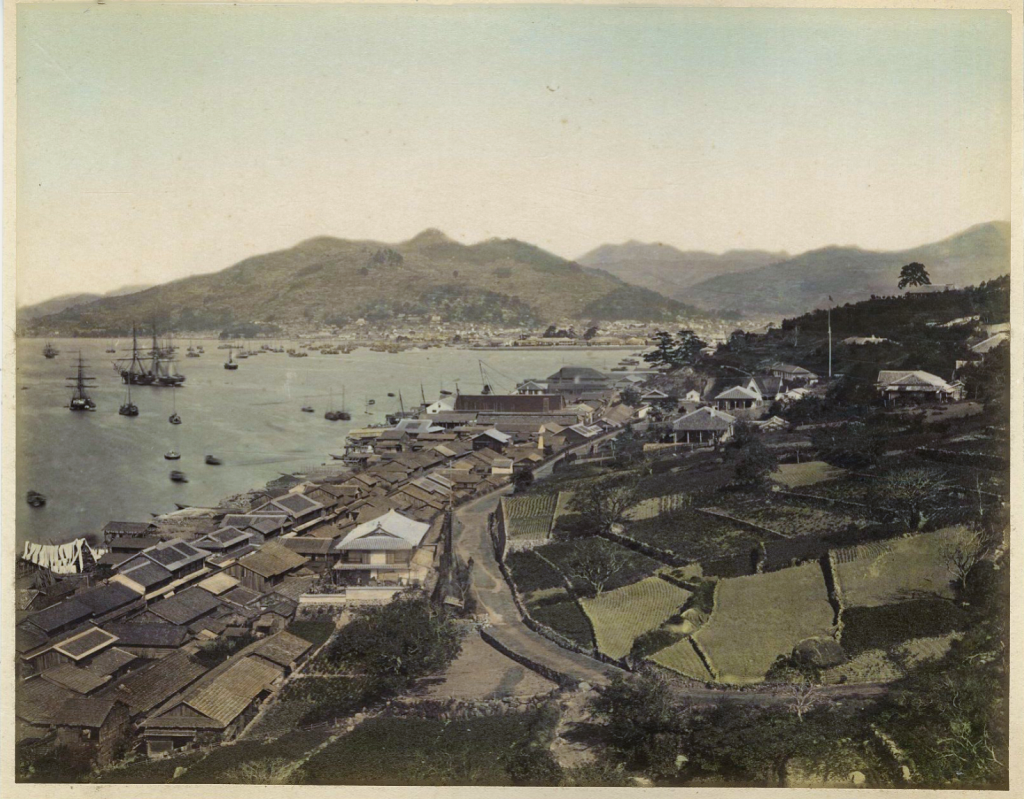
Nagasaki, před rokem 1874
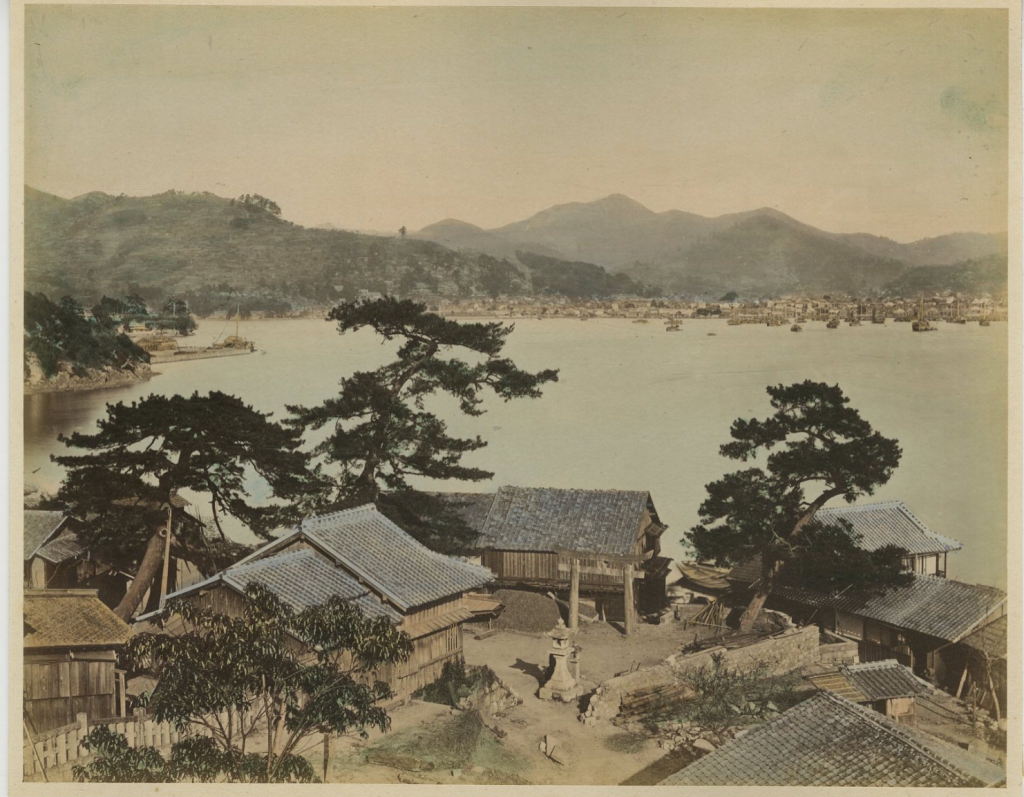
Svatyně Nagasaki Ebisu, 1870–1880
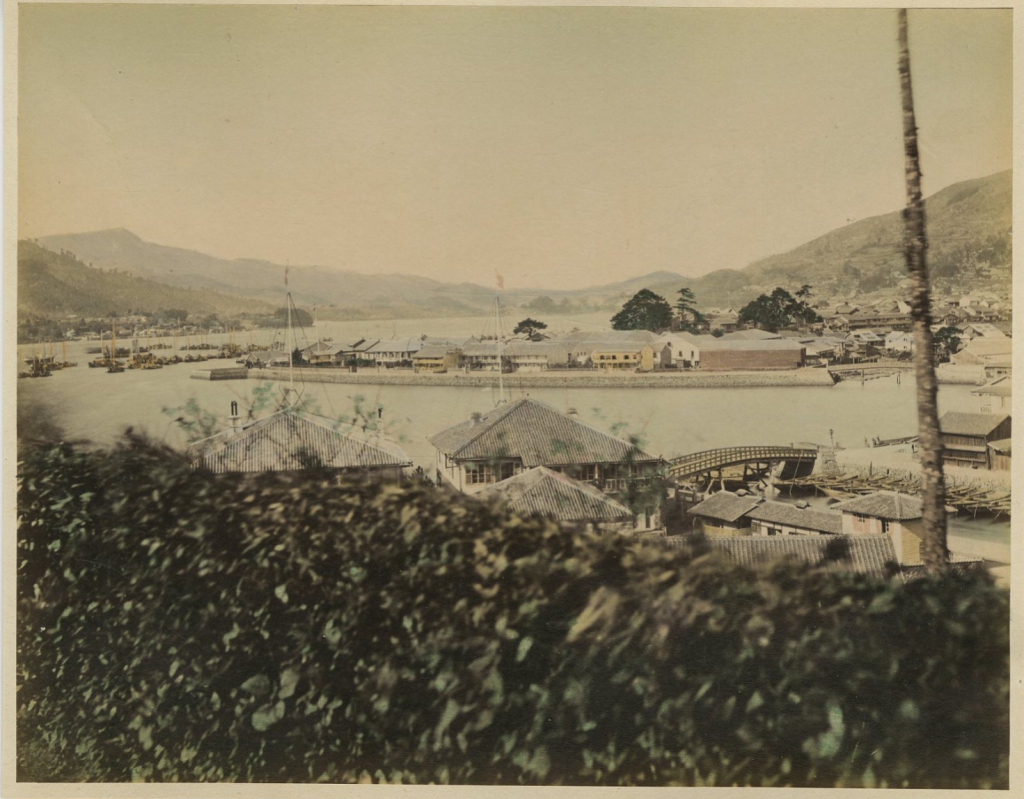
Ostrov Nagasaki Dejima, 1870–1880
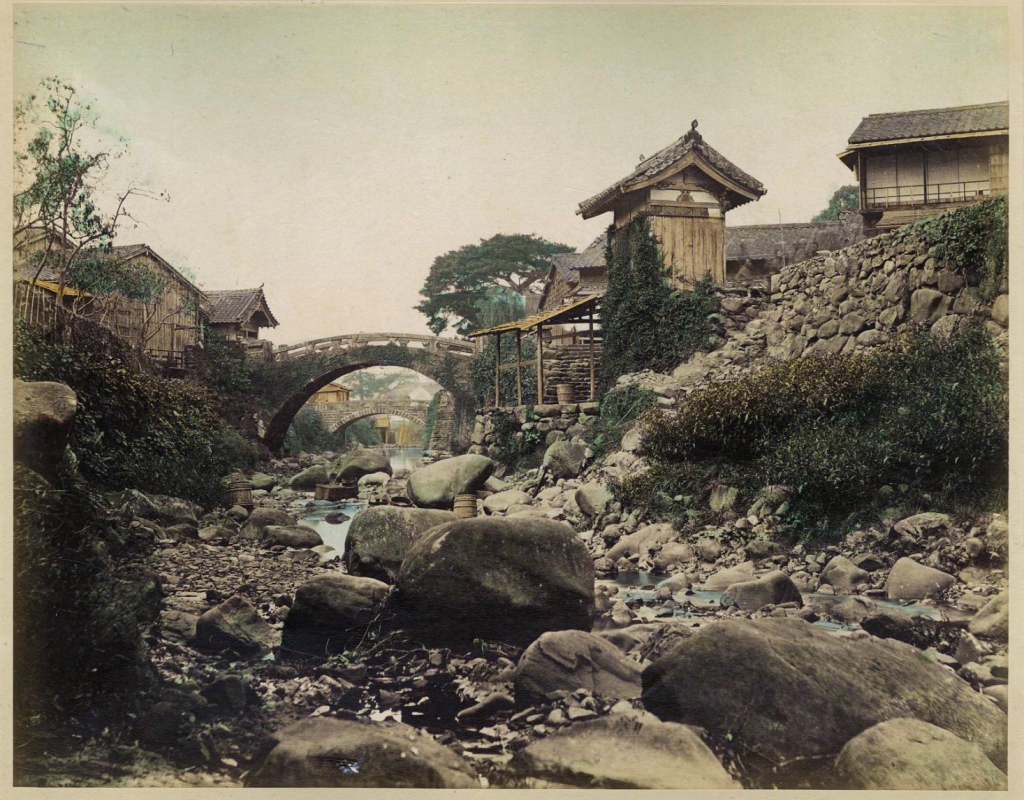
Řeka Na-kcha-š'-ma, Nagasaki, 1870–1880
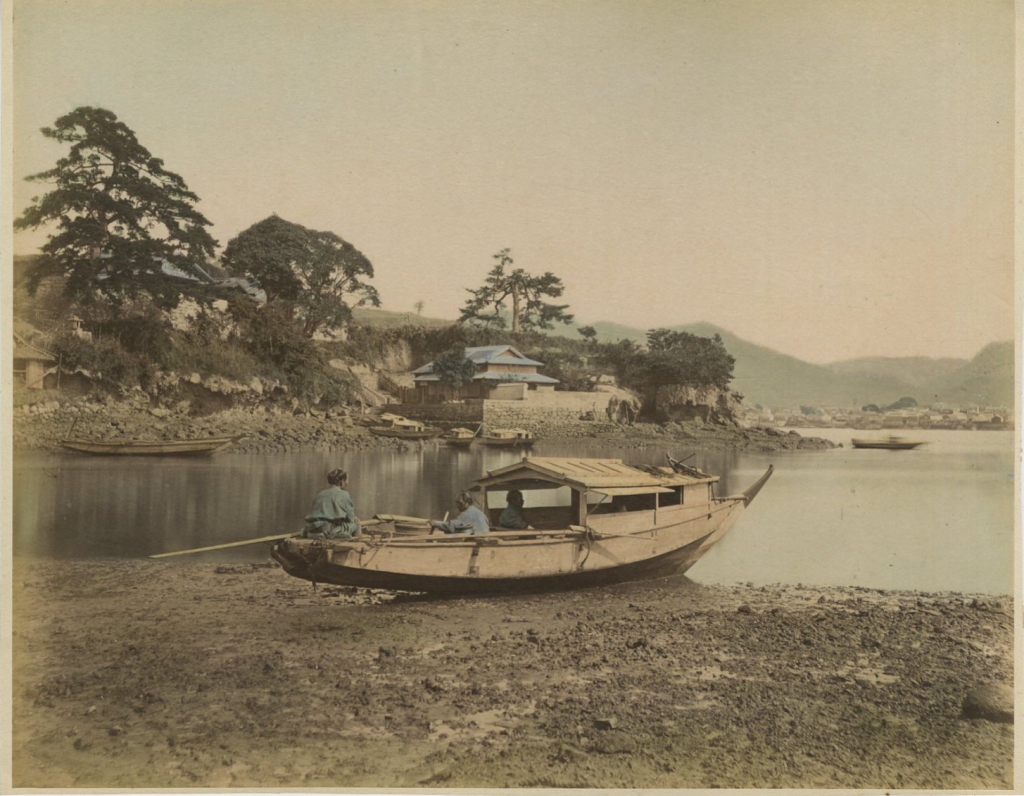
Pobřeží Nagasaki Inasa, 1870–1880